# サオ・コラディン
サオ・コラディン（クメール語: សៅ ខូរ៉ាឌីន、英語: Sao Khoradin、簡体字中国語: 索科拉丁）は、カンボジアの外交官。
1997年、外務国際協力省に入省。在昆明総領事を経て、駐日大使館参事官。2021年11月16日にウン・ラチャナ大使が離任した後、トゥイ・リー大使が着任するまで駐日臨時代理大使を兼任していた。